# 菰野町図書館
菰野町図書館（こものちょうとしょかん、英語: KOMONO Town Library）は、三重県三重郡菰野町潤田（うるだ）にある公立図書館。2008年（平成20年）4月11日に開館した。
「滞在型図書館」を掲げており、にぎわいと静けさを併せ持つ図書館である。児童書の収集に力を入れ、毎月さまざまな行事を開催することで幅広い世代が楽しめる施設を目指している。

## 設計
用事や遊びのついでに本に親しんでもらおうと、菰野町役場・菰野町保健福祉センター・公園が隣接する地に建設された。菰野町の中心を担う施設の1つとして、図書館の入り口が役場や福祉センターと向かい合うように設置された。設計・監理は山下設計、施工は村本建設が担当した。外観は周辺環境との調和を考慮して土色のタイルを採用している。図書館は鉄筋コンクリート構造一部鉄骨構造地上2階建てで、敷地面積は12,221.37m2、建築面積は1,744.56m2、延床面積は2,600.44m2である。1階部分が1,562.00m2、2階部分が981.94m2で、このほか車庫56.50m2がある。
菰野町民の生涯学習拠点として「滞在型図書館」を掲げており、1階に図書館の主要機能を集め、2階に図書館の休館日にも利用可能な生涯学習機能と郷土資料コーナーを設けている。

### 1階
1階はカウンター、新聞・雑誌・AVコーナーを中央に配置し、東側に一般開架、西側に児童開架がある。開架室には椅子やソファが280席分あり、利用者は思い思いに読書を楽しんでいる。一般開架の一角にはティーンズコーナーを設け、閲覧席は窓際の個別閲覧席、大型本を閲覧できるテーブル席、グループ利用の可能な個室、屋外の読書テラスがある。児童開架は、おはなしコーナー、子供用AVコーナー、寝ながら読書できるコーナー、授乳室を併設する。おはなしコーナーは深夜電力を利用した蓄熱式床暖房を採用する。
床はフローリングで空調用に二重にしている。自然採光を生かし、蛍光灯による間接照明を採用している。

### 2階
2階は郷土資料コーナー、閉架書庫、交流ラウンジ、ボランティア室、催事室、生涯学習室などを設け、中央部に「こものガレリア」と名付けられた吹き抜けとなっている。「こものガレリア」は自然採光するために設けられたものであるが、それ自体が開放的な空間形成に貢献し、菰野町図書館の特徴となっている。ラウンジからは御在所岳が見え、飲食も可能である。催事室やギャラリーは一般の人も借りることができ、展示会などに利用されている。催事室は中学校・高等学校のテスト期間中に生涯学習室が混雑した場合、臨時に学習室として開放されることがある。
郷土資料コーナーは菰野町郷土資料館が収集してきた古文書や文献資料を移したもので、資料を保存・公開するだけでなく、青い目の人形などの展示も行っている。三重県内の市町史は元より、八風街道を通して交流のある滋賀県の市町史も収集している。

## 歴史

### 菰野町中央公民館図書室（1979-2007）
菰野町図書館の前身は、菰野町中央公民館図書室であり、1979年（昭和54年）に開設された。中央図書室開設以前は、1960年（昭和35年）に町内の公民館分館から中央公民館に本を集め、毎月15日に配本した巡回文庫や1961年（昭和36年）に始まった三重県立図書館の移動図書館「ともしび号」が図書の閲覧・貸し出し業務を行っていた。中央公民館図書室は菰野町社会福祉センターの2階に設けられ、当時は同じ階に中央公民館と菰野町教育委員会も設けられていた。教育委員会は1991年（平成3年）に移転し、空いた2室も図書室に充てられた。
1996年（平成8年）6月にはコンピュータを利用した貸し出しを開始し、1998年（平成10年）4月には三重県図書館協会に加盟、1999年（平成11年）7月には菰野町社会福祉協議会が移転したことにより、2階フロア全体を図書室に充当するなど、徐々に機能面の充実が進んだ。当時の蔵書数は15,500冊で、床面積は302.25m2であった。フロアの拡大と同時に、貸出冊数を3冊から5冊へ、貸し出し可能な利用者の範囲を四日市市、三重郡楠町（現・四日市市）・川越町・朝日町、員弁郡大安町（現・いなべ市）在住者にまで拡大した。その後も2000年（平成12年）7月より図書室年報・図書室かわら版の発行を開始したり、2001年（平成13年）から2003年（平成15年）にかけて書架の増設を行うなど環境を整えていった。図書室の機能充実は、当時の町長であった服部忠行が将来的に図書館を建設しようという意向を持っていたことも背景にあった。

#### 図書館の整備計画（1997-2007）
菰野町では1988年（昭和63年）度から「菰野町公共施設整備基金」を、1990年（平成2年）度から「菰野町地域づくり推進基金」を積み立て始め、将来的な図書館整備に向けて資金を確保していた。1997年（平成9年）には、住民ら有識者による「図書施設整備検討会」が発足し、図書館の建設について検討を開始した。検討会は延床面積3,000m2の図書館建設を答申した。
2005年（平成17年）10月、住民の代表者10人により「図書館整備検討会」が発足し、図書館の建設に向けた本格的な動きが始動した。検討会は菰野町と同規模の自治体の動向やメディアのコンパクト化、情報技術の進展を考慮して2,500m2に縮小した上で、将来の蔵書目標を町民1人当たり5冊となる計20万冊に設定した。2006年（平成18年）3月には「菰野町図書館整備基本計画」が策定され設計者も決定、同年6月から11月に設計が行われた。2007年（平成19年）2月には施工業者の決定、起工式の挙行と進み、図書館の建設が始まった。
ところが同年3月に町長に就任した石原正敬は「財政が厳しさを増す中で、住民に問い直す必要がある」と町議会で表明、建設の一時中断もありうるとの認識を示した。結局、施工業者への損害賠償を避けるため、という消極的な理由ながら建設工事は継続が決定した。そして中央公民館図書室は新図書館への移転準備のため2007年（平成19年）12月27日で閉室した。

### 菰野町図書館（2008-）
2008年（平成20年）1月、図書館の建築工事が完了、3月には外構工事も完了した。総工費は9億4500万円であった。同年3月29日、関係者120人が出席して竣工式を挙行した。そして4月11日に菰野町図書館が開館した。開館初年度の利用者数は町の人口の8倍に相当する33万人で四日市市立図書館の28万人を上回った。
2010年（平成22年）1月、菰野町教育委員会の企画で三重県立美術館の移動美術館を開催、梅原龍三郎の油彩画「山荘夏日」や橋本平八の銅像「猫」など計19点の作品を展示した。この期間中の1月17日には、中津川市立図書館の建設を巡って、岐阜県中津川市から市民らが視察に訪れた。3月には菰野町芸術文化協会写真部会の主催で2歳から11歳までの子供32人が撮影した62点の写真を展示する「子ども写真展」を開催した。同年の蔵書数は7万4千冊で三重県の公立図書館41館中23位であった。
2011年（平成23年）1月、雑誌スポンサー制度を開始した。雑誌の購入費を企業に負担してもらう代わりに雑誌カバーに企業広告を入れるという制度で、三重県内の図書館では伊勢市立図書館に次いで2番目に導入した。2013年（平成25年）6月には町内の小学校の学校図書館へ司書の巡回を開始、2014年（平成26年）7月からは中学校の学校図書館でも巡回を開始した。同年3月には50台分の駐輪場を整備し、4月には「子どもの読書活動優秀実践図書館」として文部科学大臣表彰を受けた。2015年（平成27年）7月、菰野町在住の夫婦が同年のネパール地震による現地の被災の様子を撮影した写真展を開催した。
2016年（平成28年）4月より、利用者の要望に応じて通常は休館日である月曜日が祝日と重なった場合に開館するようになり、一般・児童・雑誌・郷土資料の各書架に専門職員を任命して利用者へのサプライズを提供できる体制を整えた。

## 利用案内
菰野町図書館は児童図書の充実を重視しており、児童開架を広く取っている。菰野町民だけでなく、隣接する四日市市からの来館者も多い。
- 開館時間：9時30分から18時まで
  - 2016年（平成28年）7月より、金曜日に限り19時まで開館時間を延長する試行中[25]。
- 休館日：月曜日（祝日の場合は開館）、第4火曜日、特別整理期間、年末年始
- 貸出制限：菰野町に在住・通勤・通学する者または四日市市、桑名市、いなべ市、員弁郡東員町、三重郡川越町・朝日町に居住している者。
- 貸出可能点数：図書・雑誌=5冊、AV資料=2点
- 貸出可能期間：図書・雑誌=2週間、AV資料=1週間
- リクエスト、団体貸出可能。

## 特色

### 図書館行事
ほぼ毎月、図書館主催で読み聞かせ講座や手作り絵本教室などの行事を開催し、子供から大人まで楽しめるようにしている。定期開催行事は、図書館主催の「月例企画展示」とボランティア団体による毎月偶数週土曜日の「おはなしひろば」、毎月第2木曜日の「英語と日本語による絵本の読み聞かせ」、奇数月第4土曜日の「民話がたり」がある。このほか催事室とギャラリーでは、各種展示会や会議などが開催される。

### 犬上文庫
犬上文庫は1971年（昭和46年）11月3日、文化の日を記念して菰野町在住の元僧侶・犬上文峰（本名：犬上与一、1892年 - 1972年11月）が寄贈した3,229冊の図書からなるコレクションである。文峰は読書を趣味とし、「万識博士」と呼ばれるほど豊かな知識の持ち主であったという。犬上文庫は文峰が所蔵していた図書であり、ほとんどは第二次世界大戦以後に刊行されたものである。絶版本を含め歴史・宗教・文学に関する本から成る。

## 周辺
菰野町役場や菰野町保健福祉センターけやきが建つ菰野町の行政の中心地に立地する。緑地公園や調整池は図書館建設前から存在したもので、これらを極力残すように図書館を建設し、またこれらを景観として取り込むように設計された。
近鉄湯の山線中菰野駅から徒歩約15 - 20分。駐車場は73台分設置されている。